# Бесарабске
Бесарабске (на украински: Бессарабське) е селище от градски тип в Южна Украйна, Одеска област, Болградски район.
Населението му е 5201 души според преброяването през 2025 г.

## История
Селото е основано през 1814 година от немски колонисти и е първата немска колония в Бесарабия. Първоначално носи името Тарутино. През 1827 година в Тарутино живеят 189 семейства, има 939 жители, от които 620 немци и 248 поляци.
През 1904 година Тарутино, което е включено в Аккерманския уезд, наброява 4270 жители, от които 3000 немци и 1020 евреи, а останалите са украинци, руснаци и молдовани. Основното занятие на мнозинството от жителите – немските колонисти – е земеделието и животновъдство.
Тарутино е било административен център на бившия Тарутински район (1940 – 2020).

## Население
Населението на Тарутино е 6080 души според преброяването през 2001 г.
Численост и дял на населението по роден език, според преброяването на населението през 2001 г.:
| Роден език | Численост | Дял (в %) |
| Общо       | 6080      | 100.00    |
| Руски      | 3292      | 54.14     |
| Български  | 1627      | 26.75     |
| Украински  | 869       | 14.29     |
| Молдовски  | 184       | 3.02      |
| Гагаузки   | 93        | 1.52      |
| Беларуски  | 6         | 0.09      |
| Арменски   | 2         | 0.03      |
| Румънски   | 1         | 0.01      |
| Други      | 6         | 0.09      |

## Личности
Родени в Бесарабске са:
- Абрам Столяр (1919 – 1993), беларуски съветски педагог–методолог, известен със своята работа по развитието на логическото мислене на учениците
- Елиезер Шулман (1923 – 2006), съветски и израелски филолог–библеист, историк, методолог, който пише на иврит
- Израел Гохбърг (1928 – 2009), съветски, молдовски и израелски математик
- Лев Гутенмайер (1908 – 1981), съветски математик и кибернетик в областта на електрическото моделиране
- Лучиан Пинтилие (р. 1933), румънски и френски режисьор

## Побратимени градове
Побратимени градове на Бесарабске са:
- Украйна – Арциз, Сарата
- Молдова – Комрат, Чадър Лунга